# Polydamasium
Polydamasium is een geslacht van kevers uit de familie van de loopkevers (Carabidae). De wetenschappelijke naam van het geslacht is voor het eerst geldig gepubliceerd in 1938 door Liebke.

## Soorten
Het geslacht Polydamasium omvat de volgende soorten:
- Polydamasium anomalum (Darlington, 1968)
- Polydamasium strandi Liebke, 1938